# Гірня-Рогатиця
Гірня-Рогатиця (серб. Горња Рогатица) — село в Сербії, належить до общини Бачка-Топола Північно-Бацького округу в багатоетнічному, автономному краю Воєводина.

## Населення
Населення села становить 510 осіб (2002, перепис), з них:
- серби — 401 — 84,06%;
- хорвати — 21 — 4,40%;
- словаки — 16 — 3,35%;
- югослави — 12 — 2,51%;

Решту жителів  — з десяток різних етносів, зокрема: чорногорці, бунєвці, німці і кілька русинів-українців.